# معالجة المخلفات الصناعية السائلة

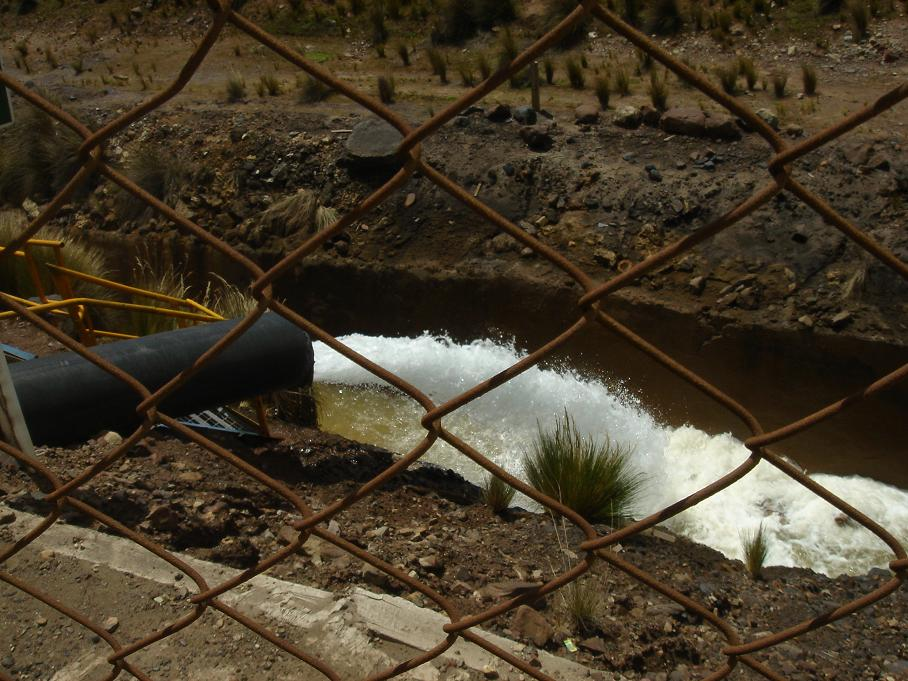

تصف معالجة المخلفات الصناعية السائلة العمليات المستخدمة لمعالجة المياه التي تنتجها الصناعات كناتج ثانويٍ غير مرغوبٍ به، يمكن إعادة استخدام المياه بعد المعالجة، أو إطلاقها في نظام الصرف الصحي، أو إلى المياه السطحية في البيئة.